# Avenue des Minimes (Paris)
Pour les articles homonymes, voir Avenue des Minimes et Rue des Minimes.
L'avenue des Minimes est une voie située à Saint-Mandé, Vincennes et dans le 12e arrondissement de Paris, en France.

## Situation et accès
Elle commence route de la Tourelle et se termine face au lac des Minimes.
L'avenue des Minimes passe à proximité de l'Hôpital d'instruction des armées Bégin, puis croise l'esplanade Saint-Louis, en lisière du château de Vincennes et enfin pénètre dans le bois éponyme. Elle est interdite à la circulation motorisée sur la suite de son parcours jusqu'au lac.

## Origine du nom

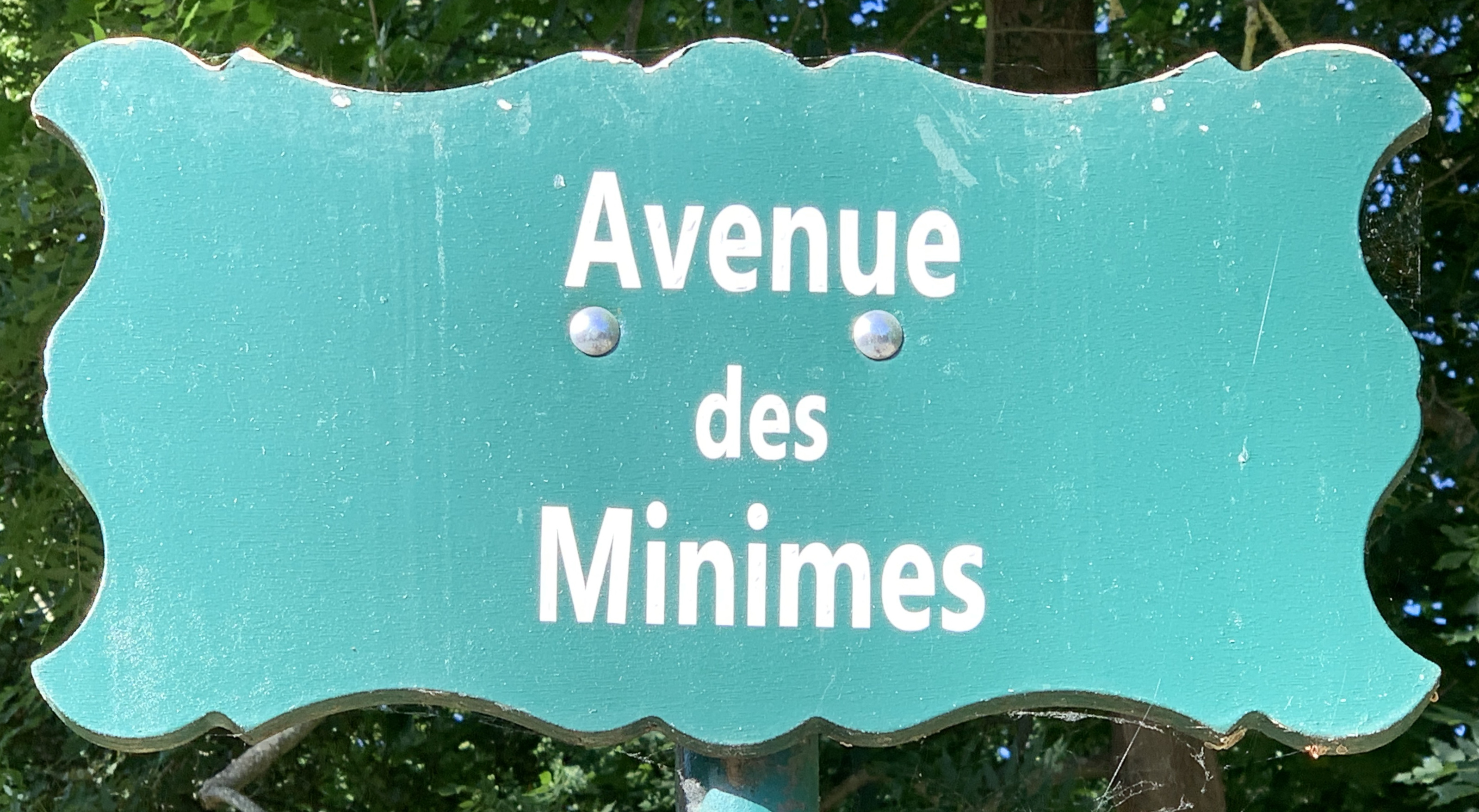
Plaque de l'avenue.

Elle est ainsi nommée parc qu'elle se dirige vers le lac des Minimes creusé à l'emplacement d'un ancien couvent de cet ordre monastique.

## Historique
L'avenue correspond en grande partie au tracé d'allée des Minimes du réseau aménagé sur un projet de Robert de Cotte lors de la replantation du bois de Vincennes en 1731. Cette allée reliait en ligne droite le rond-point du Bel-Air (emplacement actuel de l'extrémité sud de la rue du Petit-Parc) à l'entrée de l'enclos des Minimes à son extrémité nord (emplacement actuel de la porte Jaune). 
Cette allée a disparu au milieu du XIXe siècle et la route a été créée vers 1900. La partie est de l'ancienne allée des Minimes entre le carrefour des Sabotiers à la porte Jaune subsiste sous forme de chemin.